# Национальный совет кинокритиков США (1931)
3-я церемония вручения наград Национального совета кинокритиков США

1931 год
На своей третьей церемонии Национальный совет кинокритиков США назвал лучшие фильмы 1931 года.

## Десять лучших фильмов
- Гвардеец
- Городские улицы
- Лёгкие миллионы
- Обесчещенная
- Огни большого города
- Первая полоса
- Предатель
- Ранго
- Симаррон
- Табу

## Четыре лучших иностранных фильмов
- Das Lied vom Leben
- Западный фронт, 1918 год
- Под крышами Парижа
- Трёхгрошовая опера